# Ágrip af Nóregskonungasögum

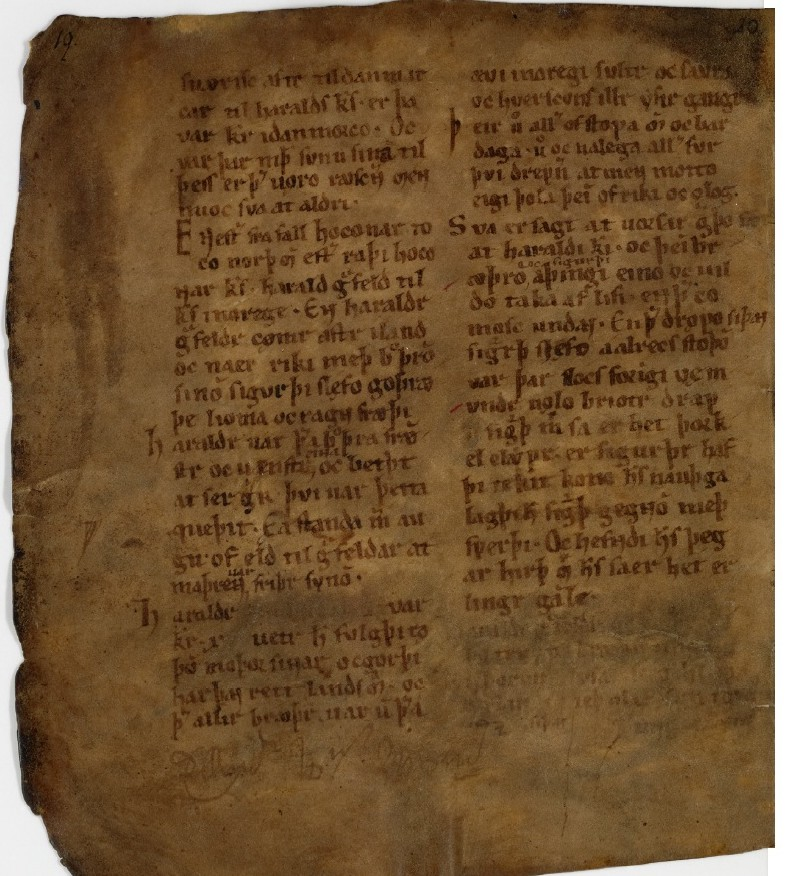
Ágrip af Nóregskonungasögum

Ágrip af Nóregskonungasögum (Synopsis van de sagen van de Noorse koningen) is een synoptische geschiedenis van de koningen van Noorwegen, oorspronkelijk geschreven in het Oudnoords. De overgeleverde tekst begint met de dood van Halfdan Zwarte Gudrødsson en dus met het aantreden van diens zoon Harald I en eindigt met de troonsbestijging van Inge I Haraldsson in 1136. Over het algemeen gaat men ervan uit dat de kroniek nog liep tot en met de regering van koning Sverre Sigurdsson, maar die teksten zijn niet overgeleverd. De tekst is van een onbekende Noorse auteur en dateert uit ongeveer 1190. Het enig bewaard gebleven manuscript is in het IJslands en dateert uit de eerste helft van de dertiende eeuw. 
De Ágrip wordt vaak vergeleken met twee andere synoptische geschiedenissen uit dezelfde tijd: de Historia Norwegiæ en het werk van Theodoricus monachus, waarbij een opvallend verschil is dat de Ágrip is geschreven in de volkstaal. In de Ágrip wordt ook het werk van de Skaldische dichters geciteerd.
Het werk is vertaald in het Deens (1834), Latijn (1835), Duits (1929), Noors (1936) en Engels (1995).